# Stichting Kana
Stichting Kana is een organisatie die in de jaren 90 grote invloed uitoefende binnen de charismatische beweging. Indirect introduceerden zij de Toronto Blessing in Nederland door het naar Nederland halen van de Amerikaanse spreker John Wimber.
Kana organiseerde verschillende activiteiten, waaronder mannenconferenties, een kinderprogramma (Royal Kids) en de jaarlijkse aanbiddingsconferentie In Your Presence, waaruit de jongerenorganisatie Soul Survivor is voortgekomen. Ook heeft stichting Kana verschillende boeken uitgegeven.
In het Kana-comité hadden onder andere Theo Aerts, Jan Bernard Struik, Cris van Dusseldorp, Steve van Deventer en Mathijs Piet zitting. 
Stichting Kana heeft zichzelf opgeheven in januari 2004. Twee Kana-activiteiten, de Mannenconferenties en de Royal Kids, zijn zelfstandig verdergegaan.